# Iulus longabo
Iulus longabo är en mångfotingart som beskrevs av Carl Ludwig Koch 1847. Iulus longabo ingår i släktet Iulus och familjen kejsardubbelfotingar. Utöver nominatformen finns också underarten I. l. exilis.